# RasenBallsport Leipzig 2015-2016
Questa voce raccoglie le informazioni riguardanti lo  RasenBallsport Leipzig  nelle competizioni ufficiali della stagione calcistica 2015-2016.

## Rosa
| N. |                      | Ruolo | Calciatore        |
| -- | -------------------- | ----- | ----------------- |
| 1  | Svizzera (bandiera)  | P     | Fabio Coltorti    |
| 2  | Germania (bandiera)  | D     | Patrick Strauß    |
| 3  | Germania (bandiera)  | D     | Anthony Jung      |
| 4  | Germania (bandiera)  | D     | Willi Orban       |
| 5  | Turchia (bandiera)   | D     | Atınç Nukan       |
| 6  | Germania (bandiera)  | C     | Rani Khedira      |
| 7  | Austria (bandiera)   | A     | Marcel Sabitzer   |
| 9  | Danimarca (bandiera) | A     | Yussuf Poulsen    |
| 10 | Svezia (bandiera)    | C     | Emil Forsberg     |
| 13 | Austria (bandiera)   | C     | Stefan Ilsanker   |
| 14 | Belgio (bandiera)    | C     | Massimo Bruno     |
| 16 | Germania (bandiera)  | D     | Lukas Klostermann |

| N. |                        | Ruolo | Calciatore                |
| -- | ---------------------- | ----- | ------------------------- |
| 17 | Germania (bandiera)    | A     | Nils Quaschner            |
| 18 | Stati Uniti (bandiera) | A     | Terrence Boyd             |
| 20 | Germania (bandiera)    | D     | Ken Gipson                |
| 22 | Germania (bandiera)    | P     | Benjamin Bellot           |
| 23 | Germania (bandiera)    | D     | Marcel Halstenberg        |
| 24 | Germania (bandiera)    | C     | Dominik Kaiser (capitano) |
| 25 | Austria (bandiera)     | C     | Stefan Hierländer         |
| 27 | Germania (bandiera)    | A     | Davie Selke               |
| 31 | Germania (bandiera)    | C     | Diego Demme               |
| 32 | Ungheria (bandiera)    | P     | Péter Gulácsi             |
| 33 | Germania (bandiera)    | D     | Marvin Compper            |
| 39 | Austria (bandiera)     | C     | Georg Teigl               |
| 40 | Germania (bandiera)    | C     | Idrissa Touré             |